# Пантелімон (Констанца)
Пантелімон (рум. Pantelimon) — село у повіті Констанца в Румунії. Входить до складу комуни Пантелімон.
Село розташоване на відстані 177 км на схід від Бухареста, 48 км на північний захід від Констанци, 100 км на південь від Галаца.

## Населення
За даними перепису населення 2002 року у селі проживали 813 осіб. Усі жителі села рідною мовою назвали румунську.
Національний склад населення села:
| Національність | Кількість осіб | Відсоток |
| -------------- | -------------- | -------- |
| румуни         | 805            | 99,0%    |
| турки          | 8              | 1,0%     |